# 産八幡神社
産八幡神社（うぶはちまんじんじゃ）は、徳島県徳島市加茂名町に鎮座する神社。

## 歴史
創建年は不詳。加茂名町・南蔵本町・南佐古の境目に当たる眉山北西麓に鎮座する。加茂名町海の宮にあり、元は「宇弥の宮」と称されていた。
応神天皇の誕生の地の伝承があり、神社名の由来とされる。

## 祭神
- 品陀和気命（応神天皇）
- 誉田別命
- 息長帯比売命（神功皇后）

## 交通
- JR徳島線蔵本駅より車で約10分。